# Tomada (álbum)
Tomada é o segundo álbum de estúdio da cantora e compositora gaúcha Catto, lançado em 8 de setembro de 2015 de forma independente com distribuição da Radar Records. O álbum é produzido por Alexandre Kassin sob a direção artística de Ricky Scaff e da própria Catto. O cantor revelou que para o repertório do disco buscou canções "diretas e poderosas" que, como na capa do disco, buscam o contato “olho no olho”.
| “ | “O disco nasceu de encontros, de uma sensação de que eu não estava sozinho. As parcerias com Moska e Pedro Luís, por exemplo, foram muito interessantes. Você entrega uma música para outra pessoa terminar e ela acaba virando outra, mas que também é sua. Eu só gravei canções que senti que foram feitas para a minha voz. A tomada vem disso, de afirmar a minha posição na música, que é de cantar e me comunicar" | ” |

, explica a cantora.

## Lista de faixas
| N.º            | Título                        | Compositor(es)                            | Duração  |  |
| 1.             | "Dias e Noites"               | Catto Alves                               | 3:15     |  |
| 2.             | "Partiu"                      | Marina Lima                               | 3:20     |  |
| 3.             | "Depois de Amanhã"            | Catto Paulinho Moska                      | 3:15     |  |
| 4.             | "Auriflama"                   | Thalma de Freitas                         | 2:13     |  |
| 5.             | "Canção e Silêncio"           | Zé Manoel                                 | 3:19     |  |
| 6.             | "Do Fundo do Coração"         | Taciana Barros Júlio Barroso              | 3:59     |  |
| 7.             | "Amor Mais Que Discreto"      | Caetano Veloso                            | 3:56     |  |
| 8.             | "Um Milhão de Novas Palavras" | César Lacerda Fernando Temporão           | 2:59     |  |
| 9.             | "Íris e Arco"                 | Tiganá Santana Thalma de Freitas Gui Held | 3:50     |  |
| 10.            | "Pra Você Me Ouvir"           | Catto                                     | 3:40     |  |
| 11.            | "Adorador"                    | Catto Pedro Luís                          | 2:26     |  |
| Duração total: | Duração total:                | Duração total:                            | 00:36:12 |  |